# Acht Meibeweging

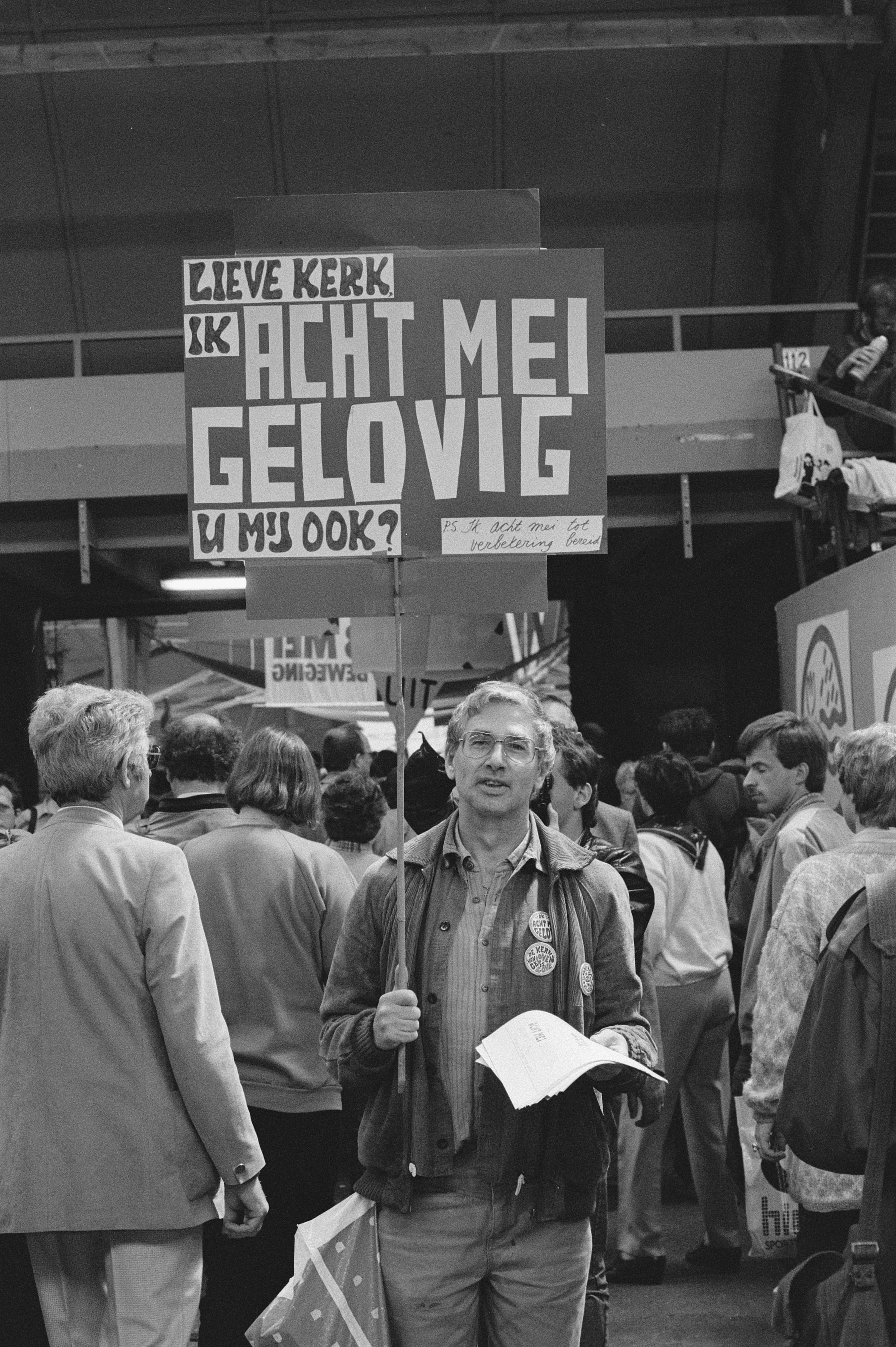
Protest tegen starre kerkhiërarchie in 's-Hertogenbosch op 8 mei 1986

De Acht Meibeweging was een platform van organisaties van Nederlandse katholieken, dat in 1985 werd opgericht uit onvrede met de volgens hen regerende orthodoxe stroming in de Nederlandse Katholieke Kerk. Op 21 november 2003 werd ze overbodig geacht en opgeheven. Haar achterban was sterk in omvang afgenomen door ontkerkelijking en vergrijzing.

## Aanleiding voor de oprichting
De aanleiding voor de oprichting was het pastoraal bezoek van paus Johannes Paulus II aan Nederland in 1985. In deze beweging werkte een groot aantal organisaties samen. Na de manifestatie op het Malieveld in Den Haag op 8 mei 1985 - voorafgaand aan het bezoek van de paus aan Nederland - besloot men met dergelijke manifestaties door te gaan. Nadat de paus in Rome was teruggekeerd werd de Acht Meibeweging opgericht, een koepel van bijna honderd katholieke organisaties waaronder de Mariënburgvereniging, Pax Christi Nederland, Vastenaktie en diverse religieuze orden en congregaties. De Acht Meibeweging hield haar eerste manifestatie vervolgens in 1986.

## Visie
Hoewel de aanleiding voor de oprichting in het pausbezoek lag, waren de redenen volgens de beweging vooral te zoeken in de ontevredenheid bij katholieke, kerkelijke en maatschappelijke organisaties met het kerkelijk beleid, dat zich tegen de veranderingen van het Tweede Vaticaans Concilie zou hebben gekeerd. De benoeming van enkele Nederlandse bisschoppen door paus Johannes Paulus II heeft eveneens een concrete rol gespeeld bij de oprichting van de beweging. De beweging streed onder meer voor de afschaffing van het celibaat en propageerde vrouwelijke priesters en lekenpriesters. Met dit oogmerk richtte zij ook een commissie Mensenrechten in de Katholieke Kerk op. De organisatie verzette zich tegen de katholieke leer over voorbehoedsmiddelen, abortus en eveneens tegen aspecten van de katholieke huwelijksmoraal. Op maatschappelijk gebied streed de beweging voor erkenning van wat zij rechten van vrouwen en homoseksuelen noemde, voor asielzoekers en voor solidariteit met de derde wereld. In de theologie en dogmatiek bepleitte men het veroordeelde neomodernisme.
De beweging pleitte voor de invoering van de radicale liturgische ideeën van Huub Oosterhuis, voor een meer antropocentrisch, op de mens gericht geloofsleven, alsook voor afschaffing van de kerkelijke hiërarchie. Zij stond welwillend tegenover de oecumene, de bevrijdingstheologie en de feministische theologie. Sympathie was er ook voor marxistische bewegingen in katholieke kringen in zowel Oost- als Westblok. Binnen de Acht Meibeweging was eveneens positieve aandacht voor het onpersoonlijke Godsbeeld zoals in de newagebewegingen te vinden is.

## Dialoog met het Nederlands episcopaat
De relatie met de bisschoppen was steeds moeizaam en uit de gesprekken met het Nederlands episcopaat bleek hoe sterk de visie op het rooms-katholiek kerkbegrip van elkaar verschilde.
In 1995 trad er een beetje dooi op in de relatie tussen de Nederlandse kerkleiding en de AMB, toen na bemiddeling door Pax Christi Nederland de net benoemde bisschoppen Van Luyn (Rotterdam) en Muskens (Breda) deelnamen aan de manifestatie in het Haagse congrescentrum. Het daaropvolgende jaar zette bisschop Muskens namens de bisschoppenconferentie uiteen waarom de bisschoppen zoveel moeite hadden met de organisatie.

## Boegbeelden
Enkele boegbeelden van de beweging waren de feministisch theologe Catharina Halkes en de oud-voorzitters Hedwig Wasser en Wies Stael-Merkx; deze laatste kreeg in 1988 voor haar werk tijdens de toen door ruim 10.000 mensen bezochte manifestatie de Spaanprijs uitgereikt. De laatste voorzitter was Henk Baars, werkzaam bij de Hervormde Diaconie.

## Opheffing
De laatste landelijke manifestatie vond plaats op 11 mei 2002 in de Utrechtse Jaarbeurs. De opheffingsbijeenkomst vond plaats op 21 november 2003 in de doopsgezinde Singelkerk in Amsterdam.
Enkele voormalige leden van de Acht Meibeweging hebben zich sinds de opheffing verenigd in de werkgroep R.K.-Kerkplein. Ook de Mariënburgvereniging is qua gedachtegoed verwant aan de Acht Meibeweging. Het katholieke weekblad De Bazuin, dat vaak spreekbuis van de beweging was, is gefuseerd met het protestantse Hervormd Nederland met de naam VolZin.
Het verval en de vergrijzing van de modernistische en linkse 'vleugel' in de maatschappelijk als katholiek beschreven maatschappijdelen ging in het algemeen sneller dan in de meer conservatieve delen. Met name de vergrijzing en het aangehouden maatschappij- en kerkbeeld uit de late jaren 60 en jaren 70 speelden parten.

## Voorzitters
- Wies Stael-Merkx (1985-1992)
- Hedwig Wasser (1992-1998)
- Henk Baars (1998-2003)